# De-Dion-Bouton-Motordreirad

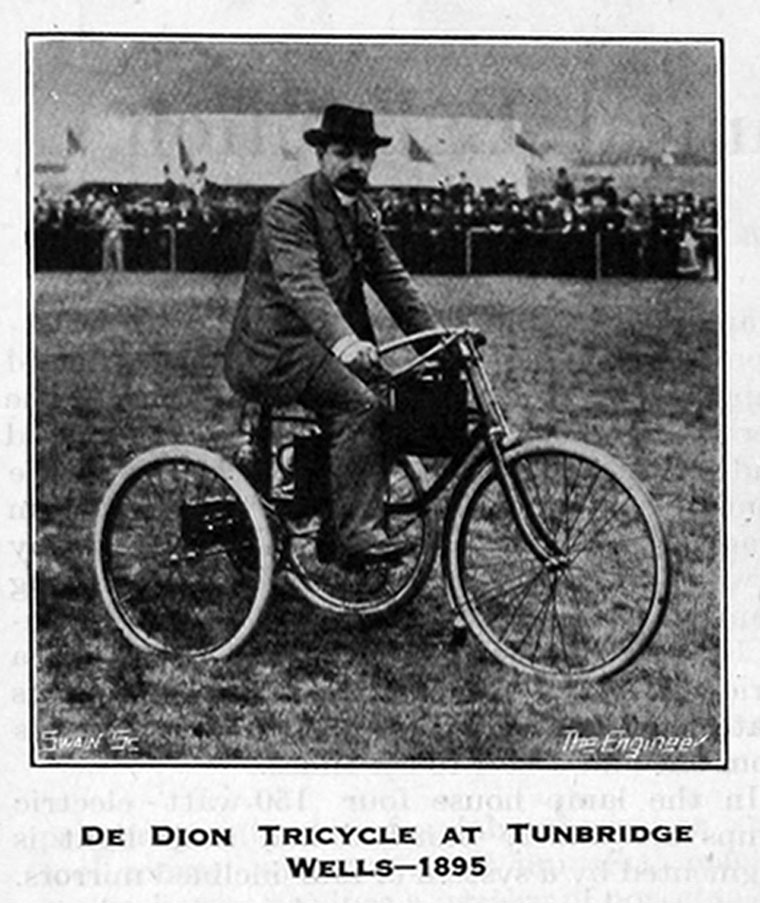
Fahrzeug von 1895

Das De-Dion-Bouton-Motordreirad war von 1895 bis zur Jahrhundertwende das erfolgreichste Motorfahrzeug in Europa. Mit etwa 15.000 verkauften Exemplaren alleine im Zeitraum von 1897 bis 1901 erzielte es den ersten Durchbruch bei der Verbreitung von Motorfahrzeugen und half mit, um 1900 das französische Unternehmen De Dion-Bouton zum größten Motorfahrzeughersteller der Welt zu machen. Insbesondere der schnelllaufende De-Dion-Bouton-Motor setzte neue Maßstäbe bei Einbaumotoren und gilt als der Vorläufer aller Motorradmotoren.

## De Dion, Bouton & Trépardoux
Der Graf Albert de Dion (1856–1946), der Techniker Georges Bouton (1847–1938) und dessen Schwager, der Eisenbahningenieur Charles-Armand Trépardoux (1853–1920) gründeten 1882 in Paris das Konstruktionsbüro mit angeschlossener Werkstatt Trépardoux et Cie, ingénieurs-constructeurs. Das erste Projekt war die Entwicklung eines kompakten und schnell aufheizbaren Dampfkessels. Es folgten ab 1883 eine Reihe von Dampfwagen wie De Dion-Bouton La Marquise (1884) oder ein Dreirad aus dem Jahr 1887, das bereits eine Geschwindigkeit von 65 km/h erreicht haben soll.

## Modellgeschichte

### Entwicklung
De Dion und Bouton entschieden sich für die Entwicklung von Benzinmotoren, nachdem sie auf der Pariser Weltausstellung von 1889 die Ottomotoren von Gottlieb Daimler besichtigen konnten. Der Graf de Dion beschäftigte zwischen 1890 und 1893 den Ingenieur Delalande mit Entwürfen und Vorarbeiten für einen Verbrennungsmotor. Delalande arbeitete in einer von de Dion finanzierten Werkstatt außerhalb des Unternehmens. Der Motor wurde bereits 1890 patentiert; Georges Bouton scheint schon früh über die Arbeiten am Motor im Bilde gewesen zu sein. Trépardoux, der an der Weiterentwicklung von Dampfmaschinen festhalten wollte, schied 1893 im Streit aus dem Unternehmen aus, nachdem er zuvor die grundlegenden Arbeiten für eine Hinterachse fertiggestellt hatte, die konform mit seinem Arbeitsvertrag vom Unternehmen patentiert wurde und als De-Dion-Achse jahrzehntelang sehr verbreitet war.

### Motor
1895 war der erste Viertaktmotor serienreif. Bouton verwendete eine eigens dafür entwickelte Variante der IOE- oder Inlet over Exhaust-Ventilsteuerung, zunächst mit einem „automatischen“ Ventil („Schnüffelventil“) für den Einlass- und darunter einen von der Nockenwelle über ein Zahnrad gesteuerten Auslassventil. Das Einlassventil wurde ab etwa 1903 ebenfalls gesteuert, was noch höhere Drehzahlen und mehr Leistung ermöglichte, doch diese Verbesserung kam nur noch sehr wenigen Tricycles zugute. Mit 138 cm³ Hubraum (Bohrung 50 mm, Hub 70 mm) erreichte der Einzylindermotor mit Oberflächenvergaser eine Drehzahl von 1500 min−1, eine für die damalige Zeit erstaunlich hohe Drehzahl. Zum Vergleich: Hildebrand und Wolfmüller erreichten 240 min−1, der Daimler-Reitwagen-Motor lief mit maximal 750 min−1. Der Grund für die Auslegung auf eine so hohe Drehzahl wird unterschiedlich beurteilt. Nach einer Quelle fand Bouton heraus, dass die Glührohrzündung das Hindernis für höhere Drehzahlen war. Nach einer anderen neigte der Motor bei der ursprünglich anvisierten Drehzahl von 900 min−1 (Daimler) zu Klopfen und Ausfällen. Zu seinem Erstaunen stellte Bouton fest, dass der unrunde Lauf mit höheren Drehzahlen nachließ. Die Ursache wurde zunächst auf ein Problem mit der Schmierung zurückgeführt. Es zeigte sich aber, dass der höhere Explosionsdruck zu einer besseren inneren Balance führte. Unabhängig von der tatsächlichen Ursache erforderten die zu erwartenden Drehzahlen eine geeignete Zündanlage. Bouton entwickelte für den Motor eine Hochspannungsbatteriezündung mit Unterbrecher. Unter dem oberen Rahmenrohr (beim Motordreirad) befand sich die Trockenbatterie für die Zündung, mit einem kleinen Hebel konnte die Zündung verstellt werden. Das gesteuerte Auslassventil wurde über eine zahnradgetriebene Nockenwelle betätigt, das Einlassventil war ein Schnüffelventil, das ohne Betätigung allein durch den Saugrohrunterdruck öffnete. Der Konstruktionsvorteil soll das sehr früh (0–5 Grad nach dem oberen Totpunkt) öffnende Einlassventil gewesen sein.
Der Zylinderkopf war abnehmbar und mit vier Bolzen am Kurbelwellengehäuse verschraubt. Das Gewicht des aus Gusseisen bestehenden Motors einschließlich aller Nebenaggregate betrug bei der ersten Ausführung weniger als 20 kg. „Einfachheit und Leichtigkeit waren die Vorzüge dieses Motors.“

### Motordreirad
Bereits im Mai 1895 berichtete der Journalist und Autor Louis Baudry de Saunier (1865–1938) in der Zeitschrift L’Illustration über das De Dion-Bouton Tricycle. Das Fahrzeug wurde am 15. Oktober 1895 auf einer Ausstellung in Tunbridge Wells präsentiert. Die Rahmen wurden von Clément und Decauville zugekauft.
1895 gelangten die ersten Tricycles mit diesem Motor in den Verkauf. Allerdings war der Motor mit dieser Leistung eher als Hilfe am Berg nützlich. Mehrere Autoren nennen 1896 als Einführungsjahr.
Das Dreirad mit einer Spurweite von 90 bis 92 cm wurde deshalb gewählt, weil für De Dion und Bouton „ein Fahrrad für diesen Zweck allzu labil erschien“. Der Antrieb erfolgte über ein Zahnradpaar vom Motor direkt auf die Hinterachse. Ein Differential glich die unterschiedlichen Kurvenradien aus.
Der Motor und das zum Ausgleich der unterschiedlichen Kurvenradien notwendige Differential saßen auf der Hinterachse. Der Motor war stehend und so angebracht, dass die Kurbelwelle quer zur Fahrtrichtung stand. Um den Schwerpunkt exakt in der Wagenmittelebene zu halten, waren der Motor leicht nach links und das Differential entsprechend nach rechts versetzt. Der sehr kompakte Antriebsstrang bestand aus einem kleinen, direkt auf der Kurbelwelle angebrachten Zahnrad und einem größeren Zahnrad auf der Hinterachse; dieses gab sie seinerseits über das Differential und asymmetrische Halbachsen an die Räder weiter. Mit der Größe der beiden Zahnräder konnte experimentiert werden. Die meisten erhielten ab Werk motorenseitig ein kleines mit 11 bis 15 Zähnen und ein sehr großes mit 102 bis 106 Zähnen an der Achse. Die gängigen Kombinationen waren 15 × 102 und 13 x104 sowie für bergige Gegenden 11 × 106. Die erreichbaren Geschwindigkeiten betrugen damit 35 km/h mit der ersten Untersetzung, 30 km/h mit der zweiten und 25 km/h mit der Berguntersetzung. Der Tankinhalt betrug 3 Liter für eine Reichweite von 70 km. Ende der 1890er Jahre galten diese Motordreiräder als die schnellsten motorisierten Fortbewegungsmittel.
Der relativ hohe Kaufpreis betrug 1000 bis 1500 Goldmark.
Die Fahrzeuge wurden in den ersten Jahren ohne Schaltung und Getriebe ausgeliefert. Der Zubehörhandel bot später so etwas an. Ab etwa 1900 war es auch vom Hersteller direkt verfügbar, zumindest für ausgewählte Modelle und abhängig vom Absatzmarkt.

## Abmessungen
Für 1896 und 1897 sind 105 cm Radstand und 92 cm Spurweite überliefert. 1898 sanken die Werte auf 102 cm und 90 cm. Für 1899 sind 104 cm Radstand und für das Folgejahr 103 cm angegeben. 1901 blieb der Radstand gleich, aber die Spurweite wurde auf 91 cm verbreitert.

## Details

### Ab Dezember 1895

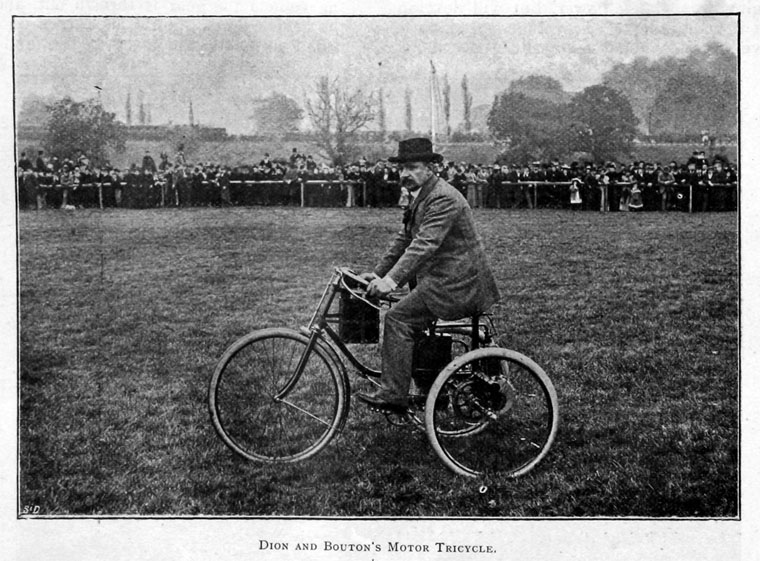
Erste Rahmenform

Der Einzylindermotor hat 50 mm Bohrung und 70 mm Hub. Das ergibt 137 cm³ Hubraum und 0,5 PS. Er wiegt 18 kg. Der Rahmen ist ungewöhnlich geformt. Das Unterrohr ist gebogen und verläuft oberhalb des Tretlagers waagerecht nach hinten. Sattelrohr und Sattel sind oberhalb der Hinterachse angebracht. Der Rahmen ist kompakt und leicht, aber nicht stabil. Es ist unklar, ob es eine Vorderradbremse gab.

### Ab April 1896

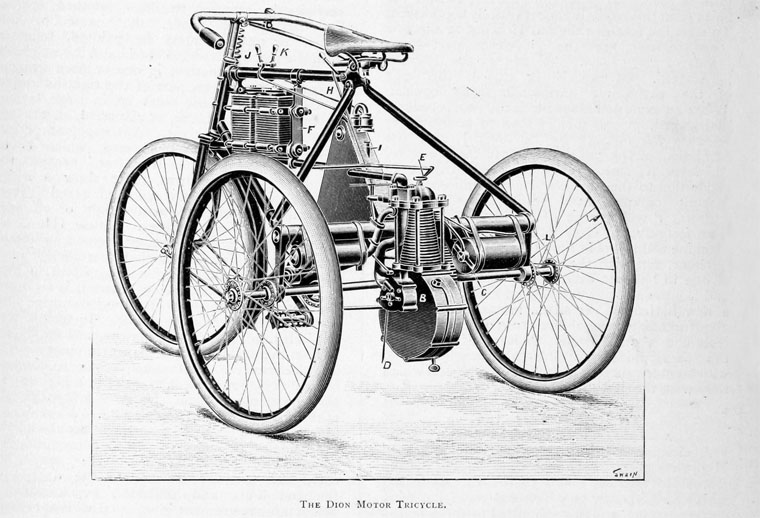
Neuer Rahmen und Akkumulator

Die Bohrung wurde auf 58 mm vergrößert. Nun betrug der Hubraum 185 cm³ und die Leistung 0,75 PS. Der Rahmen wurde überarbeitet, sodass er nun mehr einem Fahrradrahmen gleicht. Das Unterrohr führt direkt zum Tretlager. Sattelrohr und Sattel sind weiter nach vorne verlegt. Eine Abbildung zeigt etwa 20 Zentimeter unterhalb des Oberrohrs ein zusätzliches waagerechtes Rohr, auf dem der schwere Akkumulator angebracht ist, wobei unklar bleibt, ob es sich dabei um einen Prototyp oder das Serienmodell handelt. Für das Vorderrad gibt es eine Klotzbremse. Für hinten sind Bandbremsen überliefert.
Der Oberflächenvergaser hat eine etwa dreieckige Grundform und befindet sich hinter dem Sattelrohr. Für 1896 sind 33 cm maximale Höhe und 34 cm maximale Breite angegeben. Zunächst war darauf kein Logo.

### Ab September 1896

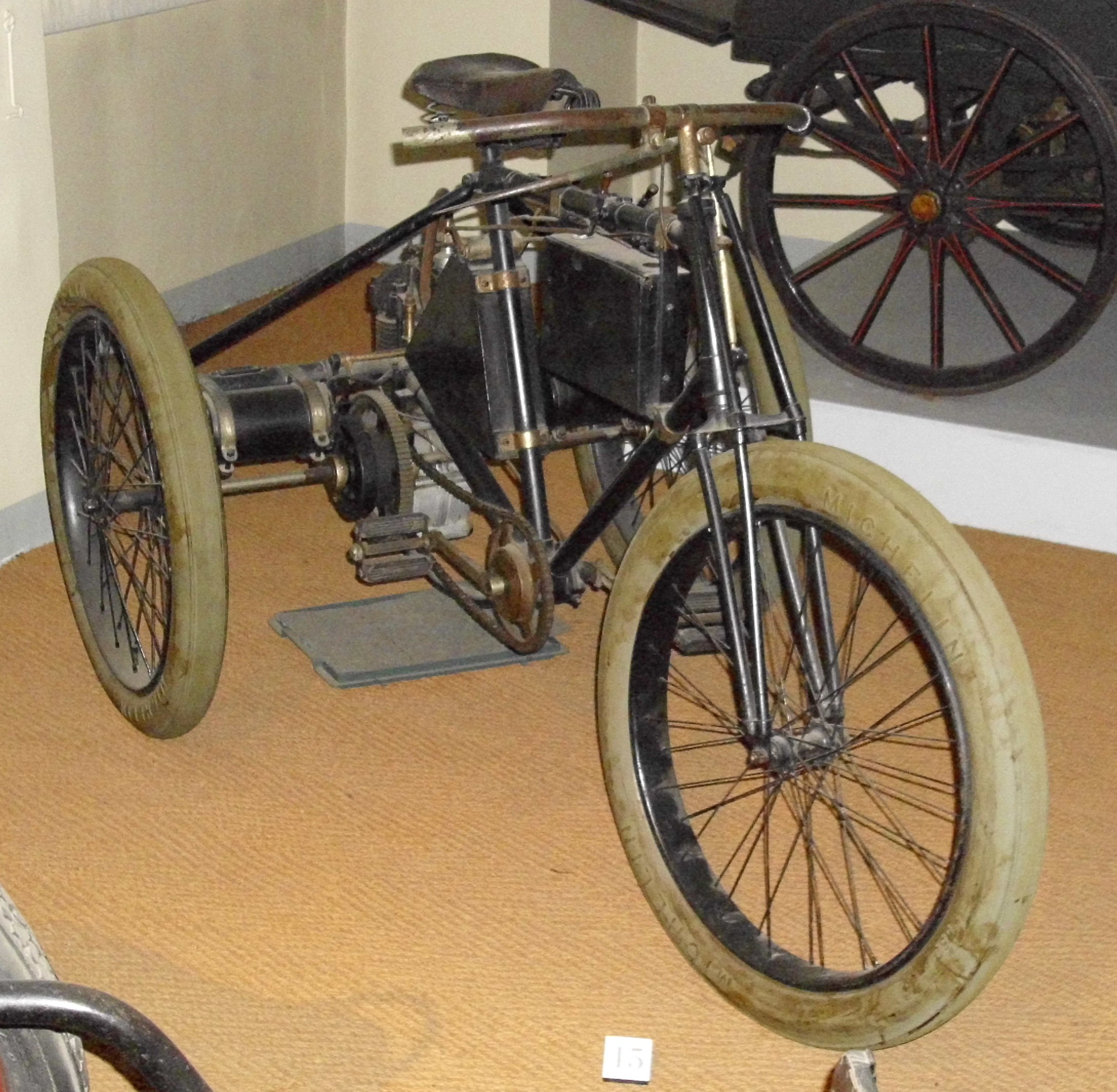
Mit kleiner Batteriebox

Die erneut vergrößerte Bohrung von 60 mm führte zu 198 cm³ Hubraum und 1 PS Leistung. Die Gabel hat vier Rohre, was ein Erkennungszeichen für Motordreiräder von De Dion-Bouton darstellt. Die Batteriebox ist nun ohne Zwischenrohr unterhalb des Oberrohr befestigt. Sie hat die Maße 245 mm × 170 mm × 50 mm. Sowohl darauf als auch auf der Abdeckung des Vergasers befinden sich Logos von De Dion-Bouton, die aus zwei Teilen bestehen. Zu beachten ist, dass diese Batterieboxen und Vergaserabdeckungen mitsamt Logo auch von anderen Fahrzeugherstellern genutzt wurden.

### Ab Januar 1897

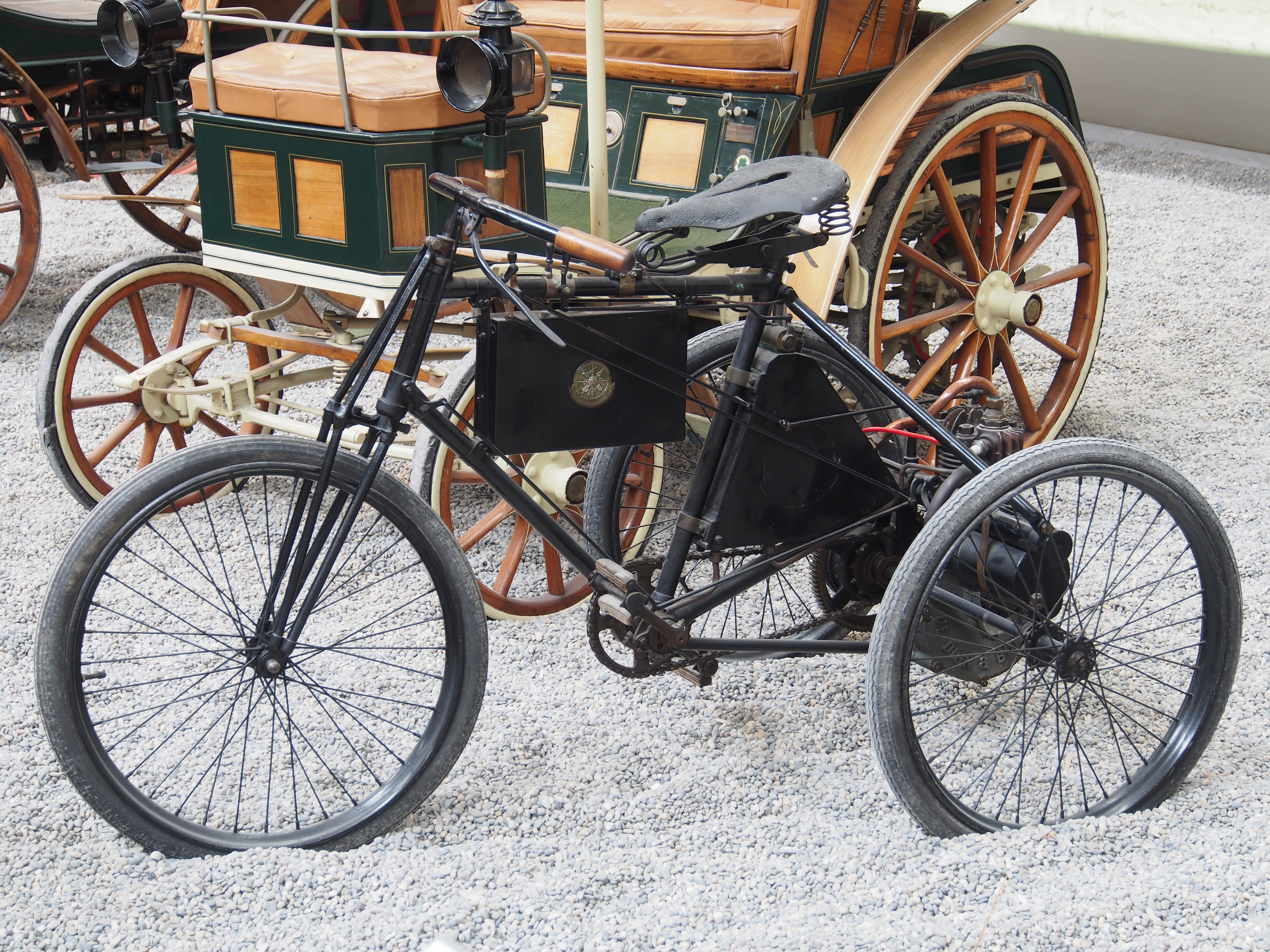
Mit größerer Batteriebox

Wiederum erschien ein neuer Motor. 62 mm Bohrung ergibt 211 cm³ Hubraum und 1,25 PS Leistung. Auf dem Motorgehäuse ist der Herstellername DE DION & BOUTON eingeprägt. Die Maße der Batteriebox änderten sich auf 309 mm × 197 mm × 70 mm.

### Ab Januar 1898

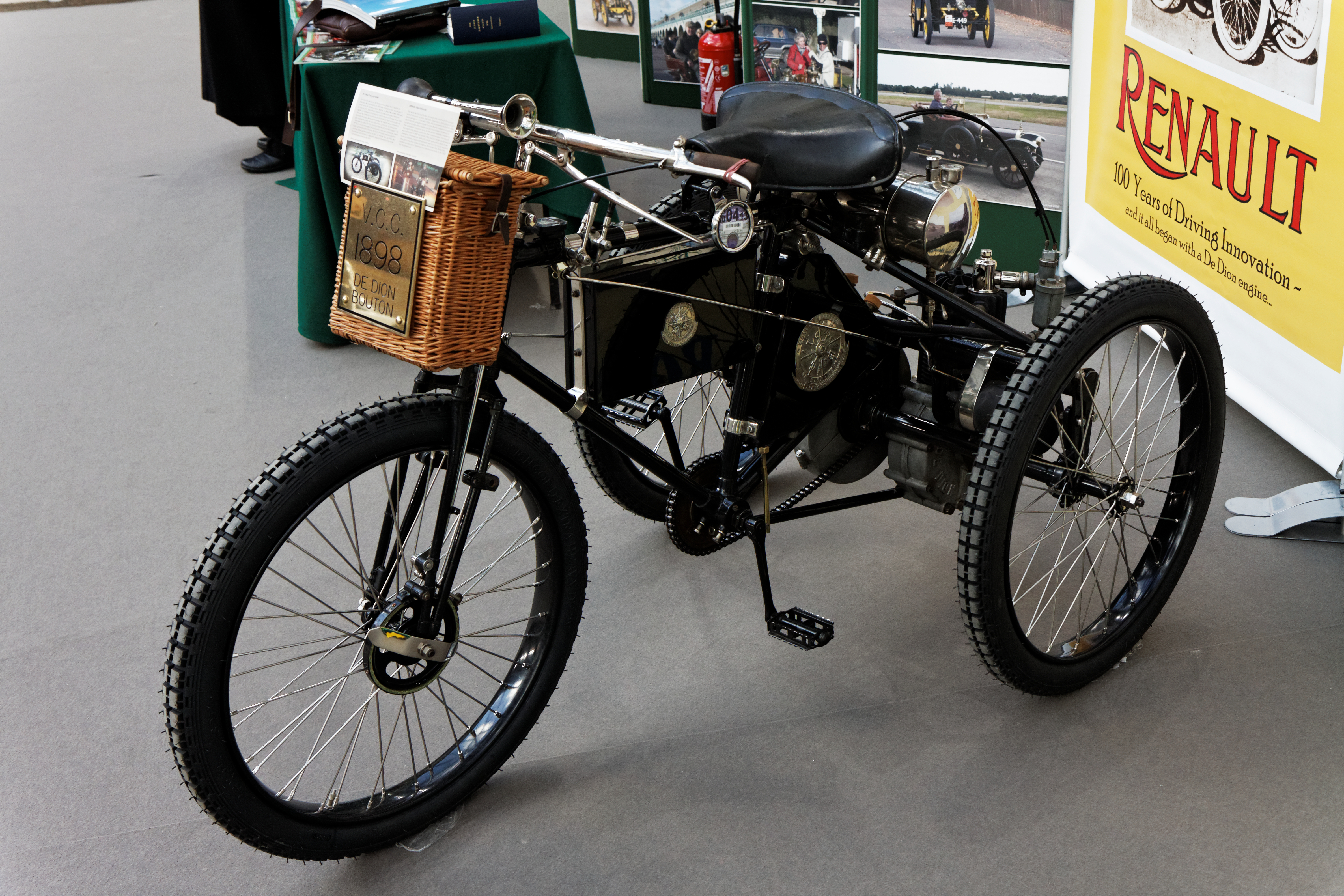
Mit Bandbremse links am Vorderrad

Nun hat der Motor 66 mm Bohrung, 239 cm³ Hubraum und 1,75 PS Leistung. Am Vorderrad befindet sich eine Bandbremse, die mit einem Hebel links am Lenker betätigt wird. Die Höhe des Vergasers sank auf 30 cm. Die Logos bestehen seitdem aus einem Stück. Im Laufe des Jahres änderte sich die Einprägung auf dem Motorgehäuse in DE DION BOUTON, also ohne das &.

### Ab Juni 1899

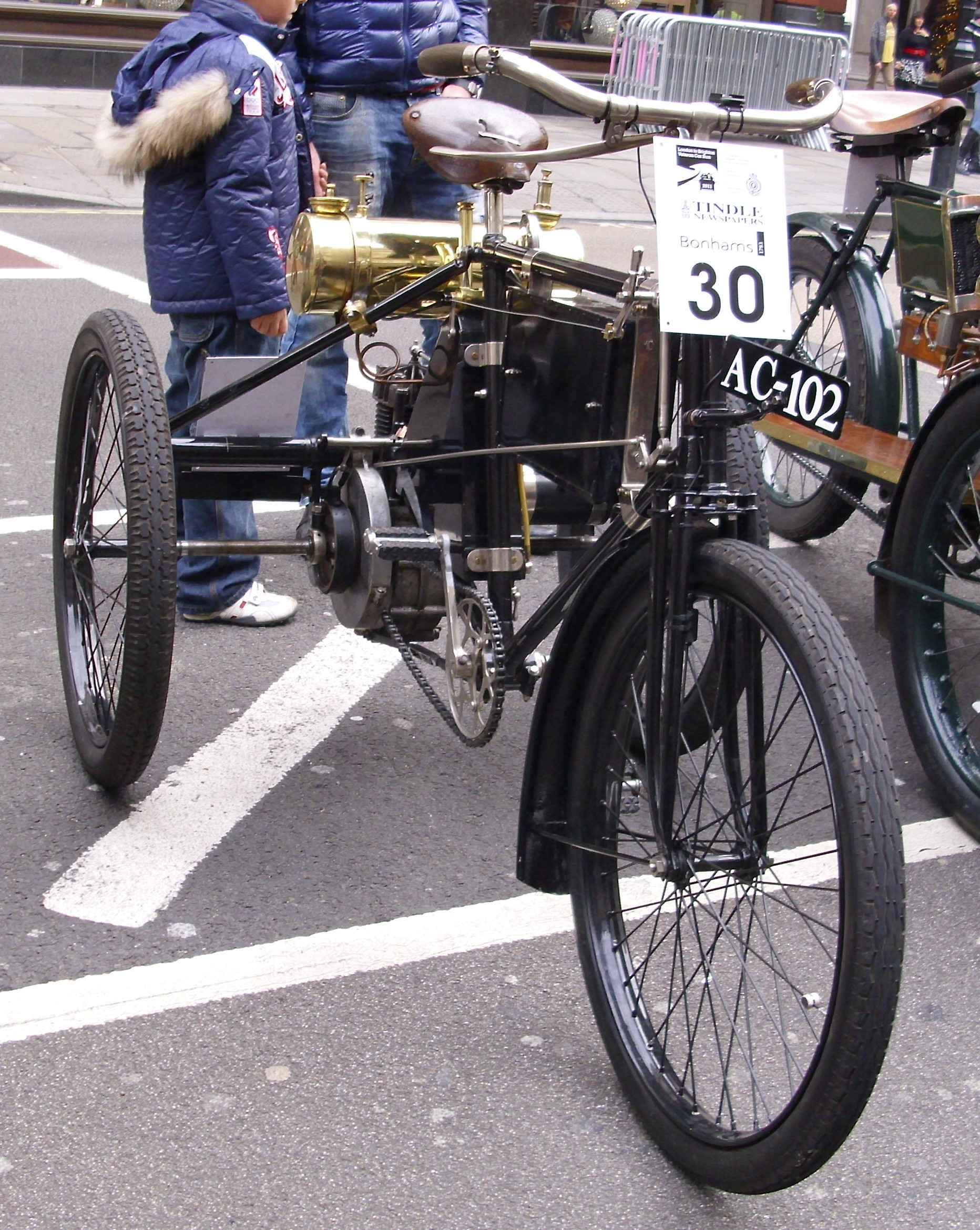
Kleine Änderungen

Ein neuer Motor mit 70 mm Bohrung, 269 cm³ Hubraum und 2,25 PS erschien. Er wiegt 26 kg. Die Form des Vergasers änderte sich leicht. Weitere optische Unterscheidungsmerkmale gibt es nicht.
Außerdem erhielten einige Fahrzeuge einen stärkeren Motor, der für die Baureihe De Dion-Bouton Vis-à-Vis entwickelt und ab September 1899 im Type D eingesetzt wurde. Dieser Motor hat 80 mm Bohrung, 80 mm Hub, 402 cm³ Hubraum und leistet 3,5 PS. Als Besonderheit weist er eine Wasserkühlung auf. Das Gewicht des Motors beträgt 42 kg. Dieses Mehrgewicht wirkt sich negativ auf die Fahrstabilität aus.

### Ab Februar 1900

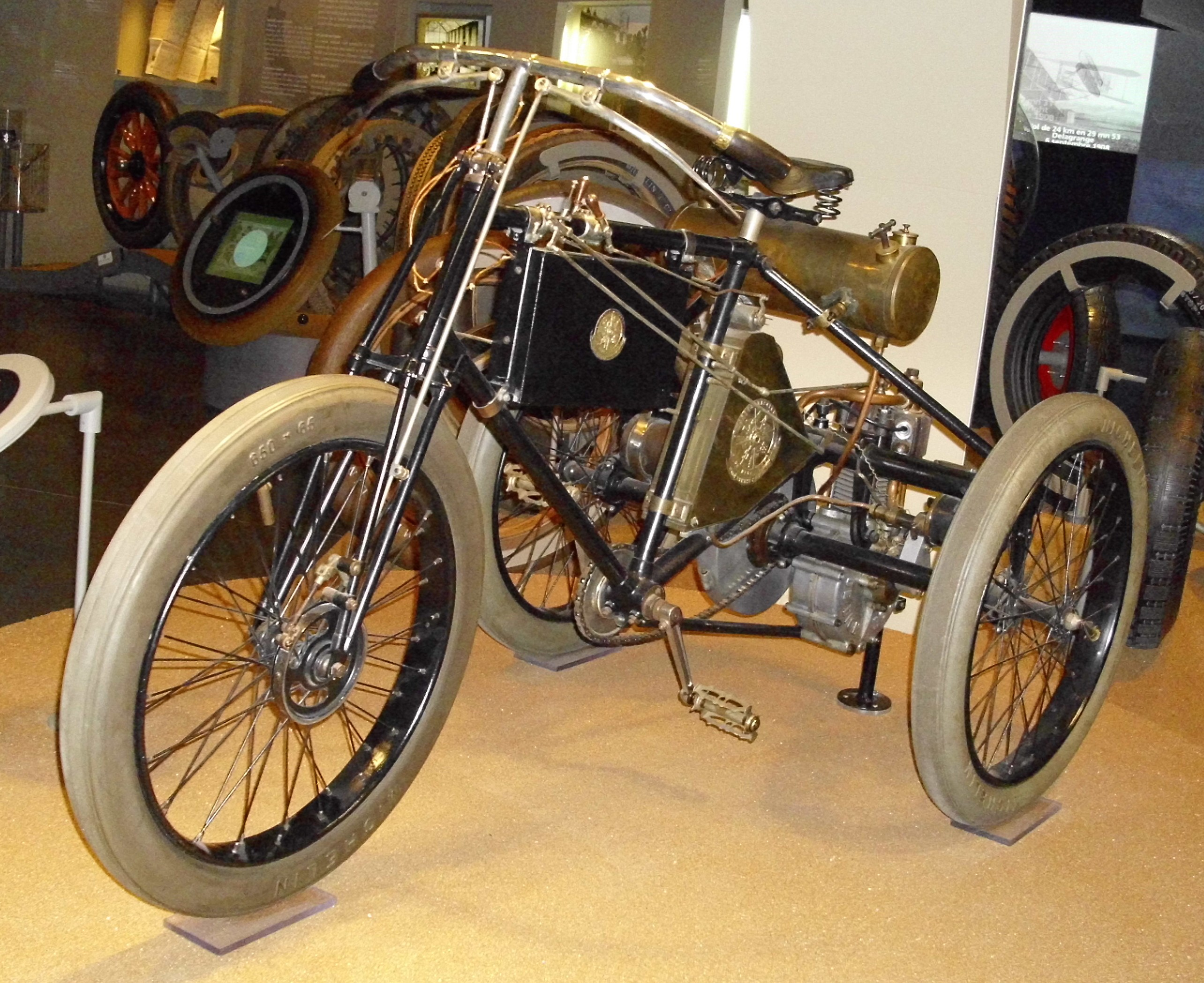
Type C

Der Type C erschien im Februar 1900. Sein Motor hat 74 mm Bohrung, 76 mm Hub, 327 cm³ Hubraum und 2,75 PS Leistung. Er ist wieder luftgekühlt und wiegt dementsprechend weniger. Etwa 1901 wurde der bisherige dreieckige Vergaser durch einen Sprüh- oder Spritzvergaser sowie die vordere Bandbremse durch zwei hintere Nabenbremsen ersetzt. Hinter dem Sattel befindet sich ein zylinderförmiger Tank mit getrennten Bereichen für Kraftstoff und Öl. Im Januar 1902 stand dieses Modell noch in den Preislisten, aber im April 1902 nicht mehr.

### Ab Mai 1900

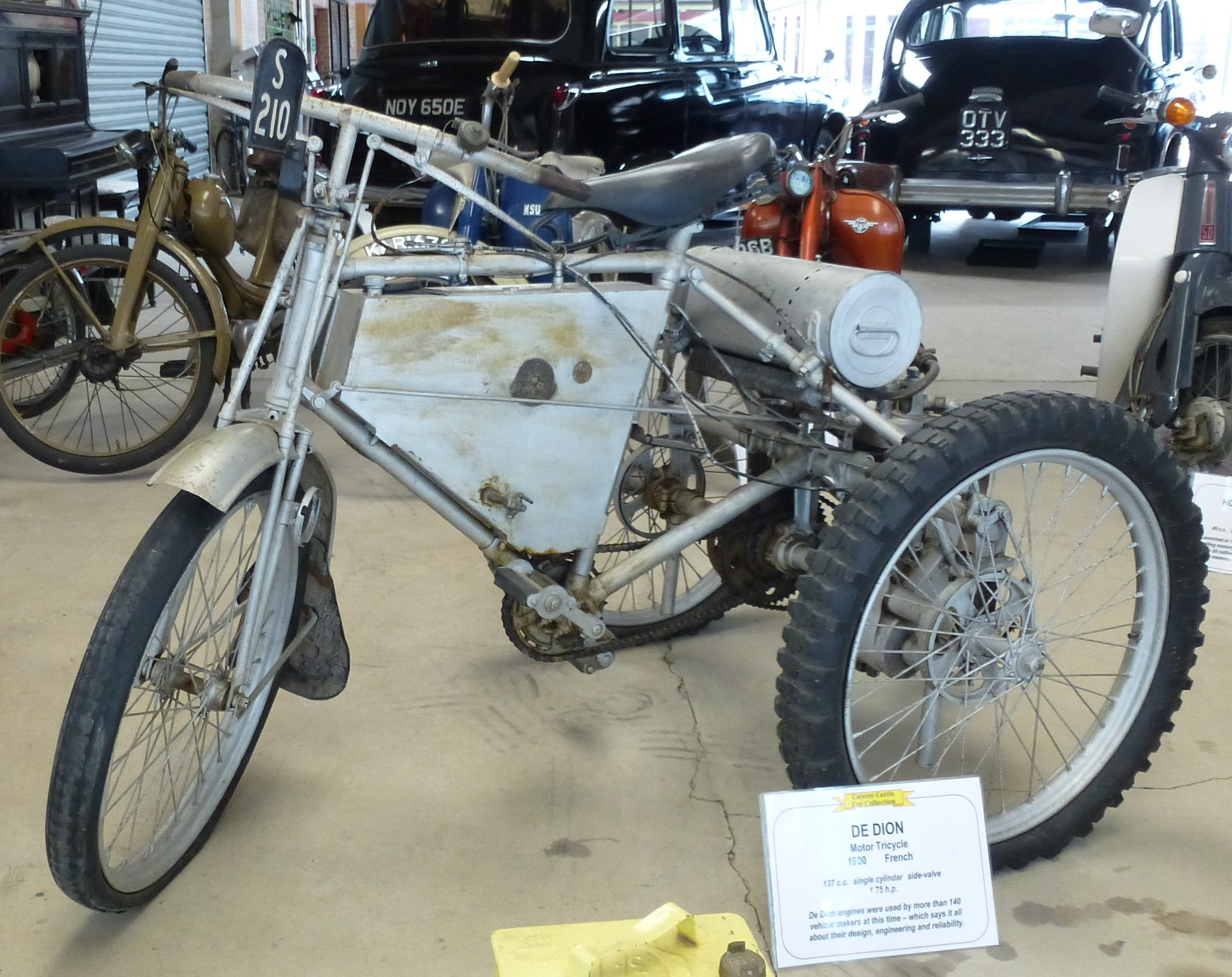
Type F mit wassergekühltem Zylinderkopf und Benzintank im Rahmendreieck

Der Type F erschien im Mai 1900. Die Motorabmessungen änderten sich nicht. Aber der Zylinderkopf ist wassergekühlt. Dazu befindet sich hinter dem Sattel ein Tank für Öl, Kraftstoff und Wasser. Tanks gab es vorher schon optional, um die Reichweite zu erhöhen. Ein weiteres Merkmal ist der Sprüh- oder Spritzvergaser. Ab 1901 war der Kraftstofftank im vorderen Rahmendreieck montiert. Auch für dieses Modell ist der Übergang von vorderer Bandbremse zu hinteren Nabenbremsen überliefert.

### Ab 1903
Eine Quelle meint, dass 1903 noch ein Type M erschien. Er hat den wassergekühlten Motor mit 3,5 PS, der bereits im Juni 1899 genannt ist. De Dion-Bouton vergab seine Typenbezeichnungen chronologisch alphabetisch. Der Type L erhielt am 24. April 1902 seine Typzulassung und der Type N am 18. Juni 1902. Das spricht gegen das Einführungsjahr 1903 eines Type M.

## Zubehör

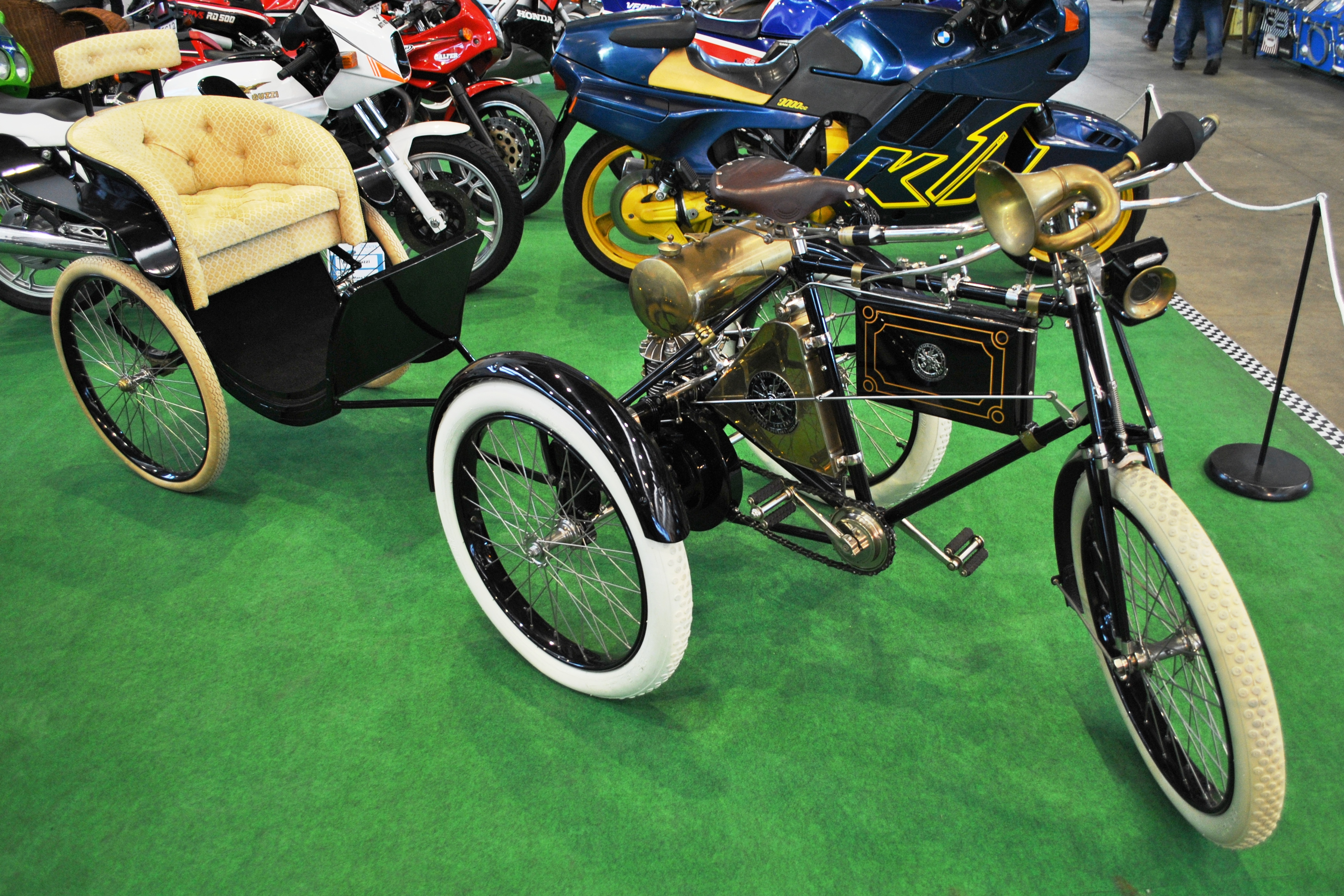
Mit Personenanhänger

Recht verbreitet waren Anhänger zum Personen- und Warentransport, die von verschiedenen Herstellern angeboten wurden und auch nachträglich angebracht werden konnten. Ein bekannter Hersteller war der Kutschen- und Karosseriebauer Belvallette Frères. Nachdem sich gezeigt hatte, dass dafür ein Markt bestand, offerierte De Dion-Bouton ab 1898 Personenanhänger als Zubehör. Es ist nicht bekannt, ob diese Produkte selber hergestellt oder zugekauft wurden.
Mittels Vorsteckwagen können die Motordreiräder zu vierrädrigen Quadricycles umgebaut werden. Das De-Dion-Bouton-Quadricycle bietet zwischen den Vordersitzen Platz für eine Ladefläche oder einen Sitz für einen Passagier.

## Rennsport

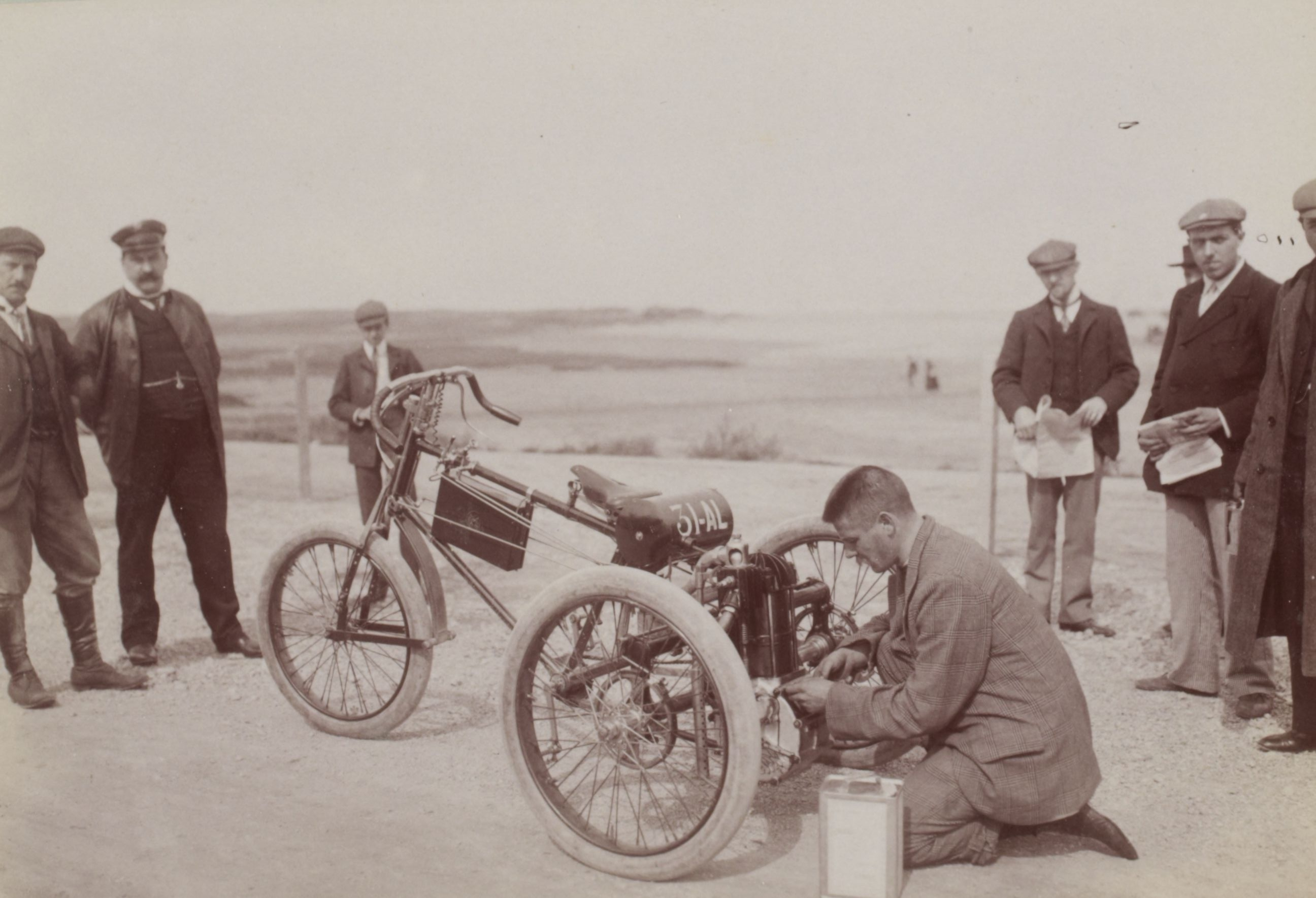
Le Kilomètre de Deauville (1902)

Das Unternehmen setzte einige Fahrzeuge bei Autorennen ein. Dort wurde auch mit einer Version mit zwei nebeneinander angebrachten Motoren experimentierte. So nahm Georges Teste damit am Rennen Nizza – Castellan – Nizza teil.
Das letzte Rennsportmodell hatte einen auf 955 cm³ Hubraum (Bohrung 100 mm, Hub 120 mm) vergrößerten Motor und leistete 8 PS bei 1800 min−1.
Am 13. April 1902 stellte der französische Rennfahrer Georges Osmont in Nizza mit einem De-Dion-Bouton-Motordreirad einen Geschwindigkeitsrekord von 109,1 km/h auf.

## Lizenznehmer und Kopien (Auswahl)
Der Erfolg des Tricycle rief schnell Nachahmer auf den Plan. De Dion, ein Unternehmer, der die Rechte anderer respektierte, zögerte nicht, Lizenzverletzungen gerichtlich zu verfolgen. Andererseits waren die Kapazitäten stets ausgelastet, und De Dion-Bouton gewährte gerne Lizenzen an Mitbewerber, die dafür entsprechend bezahlten. Der Kostendruck – und möglicherweise auch weniger talentiertes Personal – führte indes dazu, dass es nur wenige dieser Konkurrenzprodukte qualitativ mit dem Original aufnehmen konnten. Zu beanstanden waren oft unruhiger Lauf und kürzere Lebensdauer.
Komplette Dreiräder wurden von zahlreichen Herstellern entweder in Lizenz nachgebaut oder mit leichten Veränderungen kopiert, unter anderem von:
- Kelecom und Minerva aus Belgien
- Adler, Beckmann, Cudell, Express (mit Aster-Motoren), Fafnir, Hille, Opel und Stoewer aus Deutschland
- Aster, Clément, Gladiator, Henriod, Marot-Gardon, Peugeot, Phébus und Werner aus Frankreich
- Prinetti & Stucchi aus Italien[30]
- Motosacoche und Zedel aus der Schweiz
- Harley-Davidson[6], Orient (mit Aster-Motoren), Royal und Thomas Auto-Bi aus den USA
- Ariel,[31] Beeston, Brown[31], Dennis[31], Excelsior, Humber[31], MMC, Singer[31] und William Slinger Tricycle[31] aus dem Vereinigten Königreich

## Würdigung
- Der Journalist, Humorist und Dichter Alphonse Allais setzte dem Tricycle ein besonderes Denkmal:

« D’une conversation que j’eus (sic) récemment avec le sympathique Président de la Chambre Syndicale des Ramasseurs de crottin de cheval du Département de la Seine, il résulte que l’état de ces braves gens commence à devenir singulièrement précaire. Les causes, vous devinez n’est ce pas ? Bicyclettes et automobiles, voilà les Coupables ! Car ne commettons pas la puérilité de le nier, le cheval se meurt, Messieurs, le cheval est mort et désormais la plus noble conquête de l’homme, c’est le tricycle à pétrole De Dion Bouton ! »

„Einer Unterhaltung, die ich vor kurzem mit dem freundlichen Präsidenten des Vereinigung der Pferdemistsammler des Departements de la Seine hatte, entnahm ich, dass die Lebensumstände dieser guten Menschen schwierig geworden sind. Die Ursache erraten Sie, nicht wahr? Fahrräder und Autos sind die Schuldigen! Seien wir nicht so naiv zu leugnen, dass das Pferd ausstirbt. Meine Herren, das Pferd ist bereits tot und nun ist die edelste Errungenschaft des Menschen das Benzindreirad von De Dion-Bouton!“

## Stückzahlen
1895 und 1896 wurden nicht viele Fahrzeuge gebaut, möglicherweise nur wenige Hundert. 1897 waren es über 1500. 1898 entstanden monatlich 200 Motordreiräder und zusätzlich 300 Motoren für andere Hersteller. 1899 war ähnlich erfolgreich. Ausgehend von 18.000 hergestellten Motoren für Dreiräder und dem Anteil von 1898 für Eigenfahrzeuge rechnet eine Quelle mit 6600 bis 7200 produzierten Tricycles.